# Zyginama nicholi
Zyginama nicholi är en insektsart som först beskrevs av Beamer 1927.  Zyginama nicholi ingår i släktet Zyginama och familjen dvärgstritar. Inga underarter finns listade i Catalogue of Life.